# オムプチン
オムプチンまたはオンプチン(Omptin)は、細菌プロテアーゼのファミリーの1つである。アスパラギン酸プロテアーゼであり、水分子を用いてペプチドを切断する。志賀赤痢菌、ペスト菌、大腸菌、サルモネラ菌等のグラム陰性腸内細菌の細菌外膜で見られる。オムプチンは、5つの細胞外ループを持つ、広く保存された膜貫通βバレルからなる。これらのループは、様々な基質特異性の原因となっている。活性は、リポ多糖の結合に依存する。
オムプチンは、細菌の病原性に関わっている。

## 関連文献
- “The omptins of Yersinia pestis and Salmonella enterica cleave the reactive center loop of plasminogen activator inhibitor 1”. J. Bacteriol. 192 (18):  4553–61. (September 2010). doi:10.1128/JB.00458-10. PMC 2937412. PMID 20639337.